# Crossopetalum scoparium
Crossopetalum scoparium là một loài thực vật có hoa trong họ Dây gối. Loài này được (Hook. & Arn.) Kuntze mô tả khoa học đầu tiên năm 1891.